# Sekretarz Stanu do spraw Politycznych i Zagranicznych
Sekretarz Stanu do spraw Politycznych i Zagranicznych – urząd w San Marino, odpowiadający stanowisku szefa rządu, ze względu na przysługujące mu prerogatywy.
Sekretarz Stanu do spraw Politycznych i Zagranicznych jest jednym z 10 sekretarzy (ministrów), wchodzących w skład Kongresu Państwa (rząd). Jest wybierany, podobnie jak pozostali przez Wielką Radę Generalną (parlament).
Obecnie funkcję Sekretarza Stanu do spraw Politycznych i Zagranicznych od 27 grudnia 2016 pełni Nicola Renzi.

## Lista sekretarzy od 1945[1]
- Gino Giacomini 1945-1957
- Federico Bigi 1957-1972
- Giancarlo Ghironzi 1972-1973
- Gian Luigi Berti 1973-1975
- Giancarlo Ghironzi 1976-1978
- Giordano Bruno Reffi 1978-1986
- Gabriele Gatti 1986-2002
- Romeo Morri maj 2002-czerwiec 2002
- Augusto Casali czerwiec 2002-grudzień 2002
- Fiorenzo Stolfi 2002-2003
- Fabio Berardi 2003-2006
- Fiorenzo Stolfi 2006-2008
- Antonella Mularoni 2008-2012
- Pasquale Valentini 2012-2016
- Nicola Renzi od 2016